# پرستوماهی فلوریدا
پرستوماهی فلوریدا (نام علمی: Trachinotus carolinus) نام یک گونه از سرده پرستوماهی است.